# Giovanni Chiesa (calciatore)
Giovanni Chiesa (Tortona, 5 settembre 1909 – ...) è stato un calciatore e allenatore di calcio italiano, di ruolo ala.

## Carriera
Giocò una stagione in Serie A nella Pro Patria.
Alla fine della carriera militò nell'Imperia.
Fu a più riprese allenatore del Derthona.

## Palmarès

### Giocatore

#### Competizioni nazionali
- Prima Divisione: 1

Derthona: 1929-1930